# Nós É Polícia
"Nós É Polícia" é o quarto episódio da primeira temporada da série 9mm: São Paulo. Este foi o último de quatro episódios exibidos em 2008, havendo mais nove a serem emitidos em 2009.

## Sinopse
Após um assassinato, fica à mostra a ponta do iceberg de uma máfia do crime organizado que se faz passar por uma empresa de transportes públicos.
Eduardo, brigado com a namorada e com o sogro, está acossado, perseguido por inimigos da Delegacia. Horácio, perseguido pela Corregedoria e por Luísa, tenta ocultar provas do assassinato que cometeu. No entanto, as coisas não correm como esperado. Tavares tem que pagar a conta do seu envolvimento com os criminosos.
Tavares sofre um atentado e fica entre a vida e a morte. Horácio perde o que lhe restava da família, e Eduardo aceita sua impotência perante os poderes do crime organizado.